# سيفوي
سيفوي هي شركة سوبرماركت عالمية بلد المنشأ لها الولايات المتحدة ولها فروع في كندا والمملكة المتحدة وأستراليا ودول أخرى.، وفي الشرق الأوسط تُعرف في السعودية باسم «أسواق التميمي» ويوجد لها فروع في الكويت والأردن.
سيفوي هي سلسلة سوبر ماركت الأمريكية التي تم شراؤها من قبل مستثمري الأسهم الخاصة بقيادة سيربيروس كابيتال مانجمنت في يناير 2015. والشركة المندمجة الجديدة التي تضم سلسلة سوبر ماركت برتسونس لديها أكثر من 2,200 مخازن وأكثر من 250,000 موظف مما يجعلها ثاني أكبر سوبر ماركت سلسلة في أمريكا الشمالية، بعد شركة كروجر، الذين لديهم 2,424 مخازن.القاعدة الأساسية لعمليات سيفوي هو في الولايات المتحدة غرب ووسط، مع بعض مخازن تقع في منطقة منتصف المحيط الأطلسي من الساحل الشرقي. يقع المقر الرئيسي للشركة في بليسانتون، كاليفورنيا.
سوبر ماركت نيوز وضعت السيفوي المرتبة رقم 4 في عام 2011 «أفضل 75 أغذية أمريكا الشمالية تجار التجزئة» على أساس سنة المالية 2010 مبيعات تقدر من 41 مليار دولار. وبناء على إيرادات عام 2009، السيفوي هو المرتبة ال11 في قائمة أكبر متاجر التجزئة في الولايات المتحدة.

## العلامة التجارية
نتيجة لرحيل صاحب السيفوي الذي عقد الشركة مسابقة في عام 1925 لوضع اسم جديد، والنتيجة التي كان السيفوي. كان الشعار الأصلي «موعظة ودعوة» إلى «حملة لالسيفوي؛ شراء السيفوي.» نقطة من الاسم هو أن بقالة تعمل على أساس نقدي و-الترحيل، بل لم يقدم الائتمان، كما كان لمحلات البقالة التقليدية. فقد كان «طريقة آمنة» لشراء لعائلة لا يمكن أن ندخل في الديون عن طريق فاتورة البقالة والخمسين (كما فعل العديد من العائلات، خصوصا خلال فترة الكساد العظيم). بحلول عام 1926، وكان متاجر السيفوي 322 مخازن تركزت في جنوب كاليفورنيا. رأى ويلدون نفسه باعتباره تاجر الجملة، وبيعت له 80٪ من رجال الأعمال لحوالي 3.5 مليون دولار لشركة ميريل لينش في اتفاق توسطت فيه تشارلز أي ميريل.

## تاريخ
تأسست سلسلة محلات السوبر ماركت الأمريكية سيفوي في أبريل 1915 في مدينة أمريكان فولز بولاية أيداهو بالولايات المتحدة الأمريكية على يد ماريون بارتون سكاغز وهو قس معمداني كان يرى أن محلات البقالة التي تبيع السلع والمنتجات بالتقسيط أو بالدين للزبائن ما هي إلا شرًا مستطيرًا يؤدي في النهاية إلى رفع أسعار السلع على العملاء، ونفس الشيء بالنسبة لمحلات البقالة التي توظف عددًا كبيرًا من الموظفين للعمل على خدمة العملاء بالكامل مقابل زيادة أسعار المنتجات، فكان من أوائل المؤيدين لمفهوم الخدمة الذاتية حيث توضع السلع والمنتجات المختلفة على الأرفف في متناول العملاء، مع إتاحة ممرات خالية ومريحة للمشي، فيأخذ العميل سلة عند دخوله للمتجر وينتقي المنتجات التي يريدها بنفسه من على الأرفف ثم يدفع ثمنها عند مكتب الدفع قبل أن يغادر المكان.
افتتح سكاغز بعد نجاح متجره الأول متجرًا ثانيًا في مدينة بورلي بولاية أيداهو في عام 1918، وسرعان ما اتسعت تجارته وصار يمتلك العديد من محلات البقالة في ولايتي مونتانا وإيداهو حتى عام 1921، حين انتقل إلى مدينة بورتلاند بولاية أوريغون ليفتتح أربعة محلات بقالة جديدة. أصبح سجاغز يمتلك 428 متجرًا في 10 ولايات أمريكية في عام 1926 بعد أن اندمجت شركته مع شركة سام سيلغ لتكونا معًا شركة سيفوي، والتي أصبحت مدرجة في بورصة نيويورك في ثلاثينيات القرن العشرين.
طرحت شركة سيفوي في عام 1927 أسهمها للاكتتاب العام بسعر أولي بلغ 226 دولارًا أمريكيًا للسهم الواحد.
بدأت سلسلة محلات سيفوي خدمات توصيل البقالة في عام 2000.
أصبحت شركة سيفوي تابعة لشركة ألبرتسونز بعد أن استحوذ عليها مستثمري الأسهم الخاصة وعلى رأسهم شركة سيربرس كابيتال مانيجمنت في يناير 2015. يقع مقر الشركة الرئيسي في مدينة بليسانتون بولاية كاليفورنيا.

## الفروع والمواقع

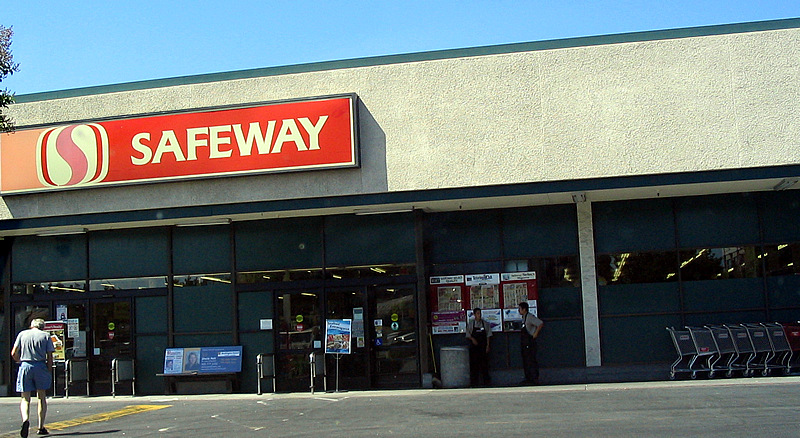
متجر سيفوي في مدينة سان خوسيه بولاية كاليفورنيا الأمريكية

بلغ عدد متاجر سيفوي نحو 3400 متجرًا في عام 1932، وأصبحت في العام التالي ثاني أكبر شركة متخصصة في في متاجر البقالة في الولايات المتحدة الأمريكية.
توسعت سلسلة محلات سيفوي خارج الولايات المتحدة الأمريكية منذ عام 1929 حين افتتحت أولى متاجرها في كندا، ثم دخلت محلاتها سوق المملكة المتحدة في عام 1962، تلاه السوق الأسترالي في عام 1963، وبدأت أعمالها في ألمانيا الغربية في عام 1964. دخلت سلسلة محلات سيفوي منطقة الشرق الأوسط في كل من المملكة العربية السعودية والكويت في ثمانينيات القرن العشرين من خلال تعاقدها مع مجموعة التميمي المتخصصة في إدارة سلاسل المطاعم والفنادق والسوبر ماركت في منطقة الخليج العربي.

## المنتجات
تتميز سلسلة محلات سيفوي بعدد من الأقسام المتخصصة مثل قسم المخبوزات، وقسم اللحوم، وقسم الأطعمة المعلبة، وقسم الزهور، وقسم الصيدلية، وقسم المشروبات الكحولية، كما تخصص قسمًا للمنتجات والأطعمة العضوية من خضروات وفواكه وما إلى ذلك، بالإضافة إلى احتواء فروعها على مقاهي تابعة لشركة ستاربكس بداخلها.

## الإيرادات
تجاوزت مبيعات سلسلة محلات سيفوي في عام 1947 مليار دولار لأول مرة في تاريخها، وبلغت قيمة مبيعاتها الإجمالية في عام 1951 ما يقرب من 1.5 مليار دولارًا أمريكيًا.
في عام 2021 حققت الشركة إيرادات بقيمة 37.6 مليار دولار، فيما بلغت قيمة الأصول 17.2 مليار دولار.